# Янов, Артур
А́ртур Я́нов (англ. Arthur Janov — Дже́нов; 21 августа 1924, Лос-Анджелес, Калифорния — 1 октября 2017, Малибу, Калифорния) — американский психолог и психотерапевт. Автор теории первичной терапии, созданной на основе курса «Первичного крика», нашедшего отражение в одноимённой книге. Создатель проекта «Орегонского центра чувств». Его пациентами были Джон Леннон, Йоко Оно и Стив Джобс (все — в 1970 году), однако ни один из этих людей не прошёл весь курс лечения до конца.

## Биография
Родился в семье еврейских иммигрантов из России. Отец, Конрад Хайман Янов (англ. Conrad Hyman Janov, 1903—1970), был зеленщиком, позже водителем грузовика; мать — Энн Корецкая (англ. Anne Coretsky, 1901—1990). Учился в Калифорнийском университете в Лос-Анджелесе, где получил магистра в области социальной работы. В Клермонтском университете последипломного образования получив доктора философии по психологии, защитив в 1960 году диссертацию по теме «Исследование различий в полярности еврейской идентификации» (англ. A Study of the Differences in the Polarities of Jewish Identification).

## Лечение
Лечение было модернизированным вариантом «просвещения» Вильгельма Райха, ученика Зигмунда Фрейда. Янов взял фрейдистскую теорию о том, что проблемы человека связаны с пережитыми в детстве травмами. Лечение же основывается на открытом выражении своих чувств и переживаний, что часто сопровождается криками и другими физическими проявлениями эмоций. Отсюда и появилось название «Первичный крик».
Сам процесс лечения состоит из двух фаз:
- На первой пациент уединяется в гостиничном номере на три недели. У него изымают антидепрессанты и обезболивающие, исключается из употребления кофе, сигареты, наркотики, алкоголь и другие способы сброса эмоционального напряжения. В тот же период пациент во время сеансов принимает открытую позу тела (зажатая поза считается способом защиты), а терапевт постепенно направляет его в прошлое, в некоторые воспоминания из детства. Когда наступает пик и пациент вспоминает что-то, что его тревожит, он начинает биться, угрожать, кричать или плакать, вплоть до достижения им «Первичного крика», что приводит к потере самоконтроля пациента. Он перестает сдерживать свои чувства, что зачастую сопровождается криками от страха или ужаса. После этого пациент становится беззащитен перед внешним воздействием терапевта, и тот начинает лечение. Оно основано на переживании прошлых обид и травм в полном объеме без сокрытия истинных чувств и мыслей.
- После трех недель пациент возвращается к нормальной жизни. Но в течение трёх недель или более он должен регулярно появляться у врача и посещать групповые курсы людей, также недавно прошедших курс Янова.

## Научные труды
- The Primal Scream[англ.] (1970) ISBN 0-349-11829-9 - (revised 1999)
- The Anatomy of Mental Illness ISBN 978-0-4250364-2-6 (1971)
- The Primal Revolution: Toward a Real World (1972) ISBN 0-671-21641-4
- The Feeling Child (1973) ISBN 0-349-11832-9
- Primal Man: The new consciousness (1976) ISBN 0-690-01015-X
- Prisoners of Pain (1980) ISBN 0-385-15791-6
- Imprints: The Lifelong Effects of the Birth Experience (1984) ISBN 0-399-51086-9
- New Primal Scream: Primal Therapy 20 Years on (1992) ISBN 0-942103-23-8
- Why You Get Sick, How You Get Well: The Healing Power of Feelings (1996) ISBN 0-7871-0685-2
- The Biology of Love (2000) ISBN 1-57392-829-1
- Sexualité et subconscient : Perversions et déviances de la libido (2006) ISBN 2-268-05720-8
- Primal Healing: Access the Incredible Power of Feelings to Improve Your Health (2006) ISBN 1-56414-916-1
- The Janov Solution: Lifting Depression Through Primal Therapy (2007) ISBN 1-58501-111-8
- Life Before Birth: The Hidden Script That Rules Our Lives (2011) ISBN 978-0-9836396-0-2
- Beyond Belief: Cults, Healers, Mystics and Gurus – Why We Believe (2016) ISBN 978-0986203176

### Переводы на русский язык
- Янов А. Первичный крик / пер. с англ. А. Н. Анваера. — М. : АСТ, 2009. — 607 с. — (Philosophy). — ISBN 978-5-17-045903-2.